# (5926) Schönfeld
(5926) Schönfeld ist ein Asteroid des Hauptgürtels, der am 4. August 1929 vom deutschen Astronomen Max Wolf an der Landessternwarte Heidelberg-Königstuhl (IAU-Code 046) auf dem Westgipfel des Königstuhls bei Heidelberg entdeckt wurde.
Der Asteroid ist nach dem deutschen Astronomen Eduard Schönfeld (1828–1891) benannt, der häufig im Zusammenhang mit dem Werk der „Bonner Durchmusterung“ als Assistent von F. W. Argelander genannt wird.